# Třesavka malinká
Třesavka malinká (Modisimus culicinus) je druh pavouků z čeledi třesavkovití (Pholcidae).

## Popis
Třesavka malinká je pantropický druh pravděpodobně pocházející z tropů Nového světa, který se výrazně rozšířil po roce 1960.

## Stanoviště v Evropě
Třesavka malinká v Evropě žije v umělém prostředí lidských sídel.